# Мануйлово (Ленінградська область)
Мануйлово (рос. Мануйлово) — присілок у Кінгісеппському районі Ленінградської області Російської Федерації.
Населення становить 131 особу. Належить до муніципального утворення Пустомержське сільське поселення.

## Історія
Згідно із законом від 28 жовтня 2004 року № 81-оз належить до муніципального утворення Пустомержське сільське поселення.

## Населення
| 2007 | 2010 | 2017 |
| ---- | ---- | ---- |
| 126  | ↘107 | ↗131 |